# Йоан Чюли
Йоан или Йон Чюли (на румънски: Ioan, Ion Ciulli, Ciuli; на арумънски: Oani Ciuli) е виден арумънски просветен и политически деец, географ, директор на Битолския румънски лицей, сред видните дейци на румънската пропаганда сред арумъните и мъгленорумъните.

## Биография
Чюли е роден през 1862 година във влашкото село Търново, Битолско, тогава в Османската империя, днес в Северна Македония. Владее италиански, турски, гръцки, немски, английски, френски, български, сръбски, чешки. Работи заедно с Апостол Маргарит в пропагандирането на румънизма сред власите и отварянето на румънски църкви и училища. Арестуван от властите, по-късно е освободен.
В продължение на 20 години от 1883 – 1884 до 1903 – 1904 г. преподава в Битолския румънски лицей. Директор на лицея е от май 1881 до края на учебната 1895 година и от май 1897 до края на учебната 1897 – 1898 г. По-късно преподава в Румънския лицей в Янина и е секретар на румънското консулство в града.
Според Дина Кувата в 1917 година Чюли е обявен за президент на самопровъзгласилата се Пиндска автономия, но това не е засвидетелствано в документи.
Емигрира в Румъния, интерниран е в Орадя. Умира в 1926 година на 64-годишна възраст.